# ارمیاس جلگه‌ای
ارمیاس جلگه‌ای، ارمیاس استپی یا تیزروی استپی (نام علمی: Ermias arguta) گونه‌ای سوسمار است که در ترکیه، رومانی، ایران، روسیه، آذربایجان، قزاقستان، ارمنستان، ازبکستان، قرقیزستان، مولداوی، اوکراین، گرجستان، تاجیکستان، مغولستان و چین یافت می‌شود.